# Водонапірна башта №1

## Історія
Історія водонапірної башти № 1 починається з 1909 року, коли у Кременчуці почалося будівництво водогону за проектом І.Г.  Саніна.
1908 р відбулося засідання Кременчуцької  міської думи, де питання водопостачання було поставлене у практичну площину. Насамперед обрали водопровідну комісію з гласних Думи.
У середині 1913 року проект водопроводу І.Г. Саніна, після попереднього обговорення у водонапірній і фінансовій комісіях, Кременчуцька міська дума затвердила. За цим проектом джерелом водопостачання визначалася місцевість на Піщаній горі на вільних від забудови ділянках.
У кінці 40-х рр. ХХ ст., із виходом потужності міського водопроводу на довоєнний рівень, для забезпечення належного тиску в межах нагірної частини міста виникла необхідність у влаштуванні нової водонапірної  башти. Оскільки стара башта на водонапірному майданчику №2 була висаджена в повітря німецькими окупантами і перетворилась на купу будівельного сміття, було вирішено її не відбудовувати. Замість неї було вирішено збудувати  нову башту приблизно за 200 м на схід від старої, ближче до свердловин. 
Влітку 1951 року розпочалися роботи по закладці фундаменту споруди, а бетонні роботи завершилися в травні наступного. 
В експлуатацію водонапірна башта була введена за неписаним правилом тих часів – на початку листопада 1952 року, до жовтневих свят.
18 квітня 2014 року виконавчим комітетом Кременчуцької міської ради Полтавської області було прийнято рішення зарахувати на баланс КП «Кременчукводоканал» водонапірну  башту

## Будівля
Проект 25-метрової залізобетонної водонапірної  башти із металевим баком місткістю 800 м3 був розроблений республіканським проектним інститутом «Укрдіпрокомунбуд». Роботи по спорудженню башти вело будівельне управління Полтавського облбудтресту  Міністерства житлового цивільного будівництва (начальник П.І. Зубенко).
- Пам'ятки архітектури Кременчука